# Виннербэк, Ларс
Ларс Маттиас Виннербэк (швед. Lars Mattias Winnerbäck, урождённый Ларс Маттиас Нильссон, швед. Lars Mattias Nilsson; род. 19 октября 1975, Стокгольм, Швеция) —шведский певец и автор песен.

## Биография
Виннербэк родился в Стокгольме, но всё своё детство провел в Линчёпинге, где посещал школу Katedralskolan. В 1996 году он переехал обратно в Стокгольм, в том же году выпустил свой первый альбом Dans med svåra steg. В настоящее время он является одним из самых популярных музыкальных исполнителей в Швеции.
Влияние таких артистов, как Карл Микаэль Бельман, Эверт Тоб, Боб Дилан, Ульф Лунделль и Корнелис Вресвик, просматривается сквозь творчество Виннербэка несмотря на то, что поёт он исключительно на шведском. Его песни посвящены пустоте и предрассудкам в обществе, а также романтике, отношениям и тревоге. Некоторые песни показывают разницу между жизнью в маленьком городе Линчёпинг и столице Стокгольме.
Его виниловые пластинки были перевыпущены в октябре 2011 года, многие из них снова попали в Sverigetopplistan, официальный чарт шведских альбомов.
Сотрудничал со многими известными шведскими музыкантами. Так, в марте 2017 года вышла песня «Småstadsprat» — сингл Виннербэка с Пером Гессле, солистом Roxette. Ранее он сотрудничал со шведской певицей Мелиссой Хорн.

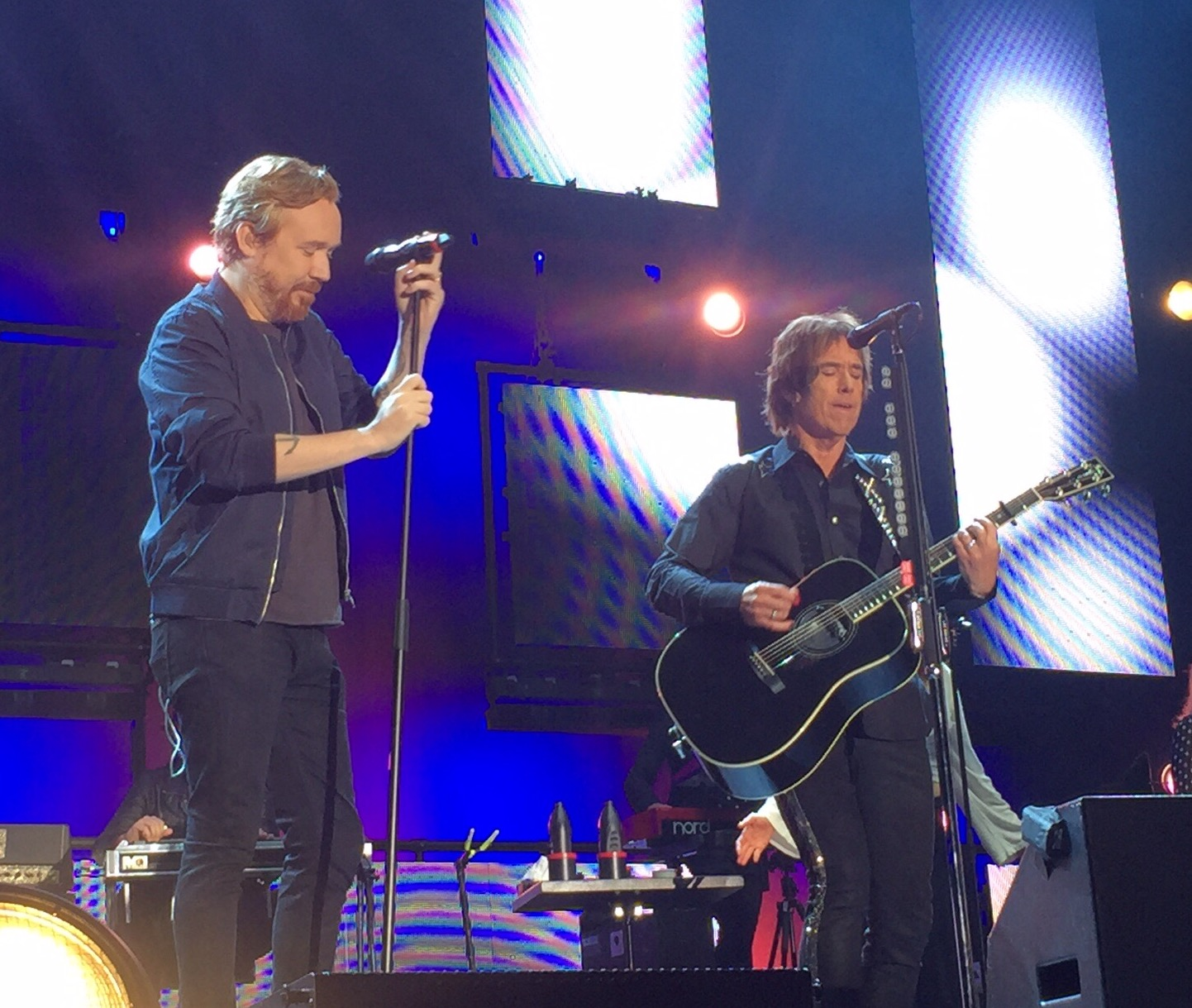
Ларс Виннербэк в качестве специального гостя на концерте Пера Гессле в Хальмстаде, 11 августа 2017 года

## Дискография

### Студийные альбомы
- 1996 — Dans med svåra steg
- 1997 — Rusningstrafik
- 1998 — Med solen i ögonen
- 1999 — Kom
- 2001 — Singel
- 2003 — Söndermarken
- 2004 — Vatten under broarna
- 2007 — Daugava
- 2009 — Tänk om jag ångrar mig, och sen ångrar mig igen
- 2013 — Hosianna
- 2016 — Granit och morän

### Сборники и концертные альбомы
- 1999 — Bland skurkar, helgon och vanligt folk
- 2001 — … Live för dig!
- 2005 — Stackars hela Sverige: Bränt krut vol. 1
- 2005 — Bränt krut vol. 2
- 2006 — Efter nattens bränder
- 2008 — Vi var där blixten hittade ner — Bränt krut vol. 3
- 2009 — Over Grensen — De Beste 1996—2009
- 2014 — Oslo Spektrum 2013

### Пластинки
- 2001 — Singel
- 2005 — Stackars hela Sverige (Live)

### DVDs
- 2004 — Live i Linköping
- 2008 — Solen i Ögonen

## Личная жизнь
С 2016 года Виннербэк женат на норвежской актрисе Агнес Киттельсен, с которой познакомился в 2013 году на съёмках сериала «Даг». 7 марта 2019 года у супругов родилась дочь. Также у музыканта есть сын от предыдущих отношений (род. 2004).